# Girolles (Loiret)
Girolles település Franciaországban, Loiret megyében. Lakosainak száma 599 fő (2022. január 1.). Girolles Préfontaines, Cepoy, Corquilleroy, Fontenay-sur-Loing, Nargis és Treilles-en-Gâtinais községekkel határos.

## Népesség
A település népességének változása:
| Lakosok száma | 381  | 503  | 545  | 707  | 663  | 637  | 619  | 603  | 595  | 599  |
|               | 1968 | 1982 | 1990 | 2006 | 2013 | 2015 | 2017 | 2019 | 2020 | 2022 |